# Вернерово
Вернерово (пол. Wernerowo) — село в Польщі, у гміні Серпць Серпецького повіту Мазовецького воєводства.
Населення — 72 особи (2011).
У 1975—1998 роках село належало до Плоцького воєводства.

## Демографія
Демографічна структура станом на 31 березня 2011 року:
|          | Загалом | Допрацездатний вік | Працездатний вік | Постпрацездатний вік |
| -------- | ------- | ------------------ | ---------------- | -------------------- |
| Чоловіки | 33      | 4                  | 24               | 5                    |
| Жінки    | 39      | 8                  | 19               | 12                   |
| Разом    | 72      | 12                 | 43               | 17                   |